# Toninia alutacea
Toninia alutacea är en lavart som först beskrevs av Anzi, och fick sitt nu gällande namn av Jatta. Toninia alutacea ingår i släktet Toninia och familjen Ramalinaceae.  Arten är reproducerande i Sverige. Inga underarter finns listade i Catalogue of Life.